# Aemona cochinensis
Aemona cochinensis är en fjärilsart som beskrevs av Brooks 1949. Aemona cochinensis ingår i släktet Aemona och familjen praktfjärilar. Inga underarter finns listade i Catalogue of Life.